# Chuichu
Chuichu (o'odham Ce:co) és una concentració de població designada pel cens al Comtat de Pinal a l'estat d'Arizona dels Estats Units d'Amèrica.

## Demografia
Segons el cens dels Estats Units del 2000, Chuichu tenia 339 habitants, 84 habitatges, i 74 famílies La densitat de població era de 52,1 habitants/km².
Dels 84 habitatges en un 44% hi vivien nens de menys de 18 anys, en un 36,9% hi vivien parelles casades, en un 35,7% dones solteres, i en un 11,9% no eren unitats familiars. En el 10,7% dels habitatges hi vivien persones soles el 10,7% de les quals corresponia a persones de 65 anys o més que vivien soles. El nombre mitjà de persones vivint en cada habitatge era de 4,04 i el nombre mitjà de persones que vivien en cada família era de 4,26.
Per edats la població es repartia de la següent manera: un 39,5% tenia menys de 18 anys, un 11,2% entre 18 i 24, un 26,3% entre 25 i 44, un 18,3% de 45 a 60 i un 4,7% 65 anys o més.
L'edat mediana era de 24 anys. Per cada 100 dones de 18 o més anys hi havia 86,4 homes.
La renda mediana per habitatge era de 40.179 $ i la renda mediana per família de 42.143 $. Els homes tenien una renda mediana de 31.429 $ mentre que les dones 19.583 $. La renda per capita de la població era de 7.574 $. Aproximadament el 12,9% de les famílies i el 22,1% de la població estaven per davall del llindar de pobresa.

## Poblacions properes
El següent diagrama mostra les poblacions més properes.